# Priaires
Priaires is een plaats en voormalige gemeente in het Franse departement Deux-Sèvres in de regio Nouvelle-Aquitaine en telt 118 inwoners (2009). De plaats maakt deel uit van het arrondissement Niort.

## Geschiedenis
Priaires is op 1 januari 2019 gefuseerd met de gemeenten Thorigny-sur-le-Mignon en Usseau tot de gemeente Val-du-Mignon. 

## Geografie
De oppervlakte van Priaires bedraagt 6,6 km², de bevolkingsdichtheid is dus 17,9 inwoners per km².
De onderstaande kaart toont de ligging van Priaires met de belangrijkste infrastructuur en aangrenzende gemeenten.

## Demografie
Onderstaande figuur toont het verloop van het inwonertal.
Priaires · Thorigny-sur-le-Mignon · Usseau